# Baía da Flórida

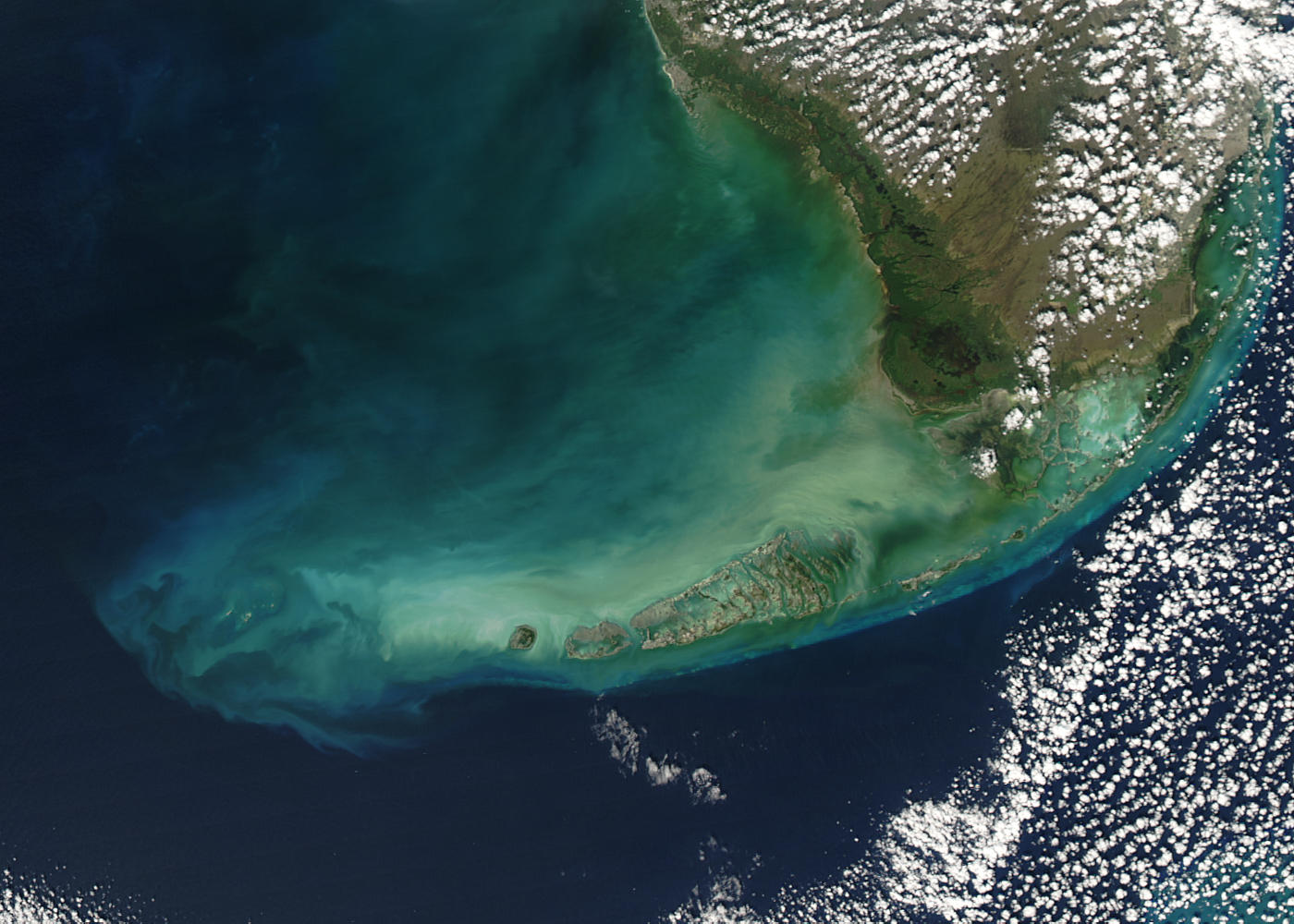
A baía da Flórida em imagem de satélite.

A Baía da Flórida (em inglês:  Florida Bay) é uma baía dos Estados Unidos que liga ao golfo do México. É limitada pela costa da península da Flórida a norte e pelas ilhas constituintes do arquipélago das Florida Keys a leste e sul. Uma grande parte desta baía faz parte do Parque Nacional de Everglades.